# Dieter Pioch
Dieter Pioch (* 1954 oder 1955) ist ein deutscher Kanusportler.

## Werdegang
Pioch stammt aus Bayern. Im Deutschen Touring-Kajak-Club München widmete er sich von früher Jugend an dem Kanusport, den er meist zusammen mit seinem Partner Roland Schindler (1953–2017) in der Disziplin Zweier-Kanadier ausübte. Da seine Leistungen es rechtfertigten, wurde er mit seinem Partner schon früh in nationalen Wettbewerben eingesetzt. Dabei gehörte er bald zu den Spitzenkanuten in der C II-Klasse. So gewann er in den Jahren 1973–1977 fünf Mal die Deutsche Meisterschaft im Zweier-Kanadier.
Diese Erfolge führten dazu, dass Pioch und Schindler seit 1973 auch bei internationalen Wettbewerben eingesetzt wurden. Dabei erreichten sie bereits bei ihrem 1. Einsatz bei den Weltmeisterschaften 1973 in ihrer Disziplin den 4. Platz.
Erster Höhepunkt seine Karriere war das Jahr 1975. Er und Schindler erreichten den 1. Platz und wurden damit Weltmeister im Kanu-Zweier. Diesen Erfolg konnten beide bei den Kanu-Weltmeisterschaften 1977 wiederholen und somit zum zweiten Mal Weltmeister und Gewinner der Goldmedaille werden.
Bundespräsident Walter Scheel zeichnete beide für den Gewinn der Weltmeisterschaft im Zweier-Kanadier 1975 mit dem Silbernen Lorbeerblatt aus.